# Suchy Upłaz

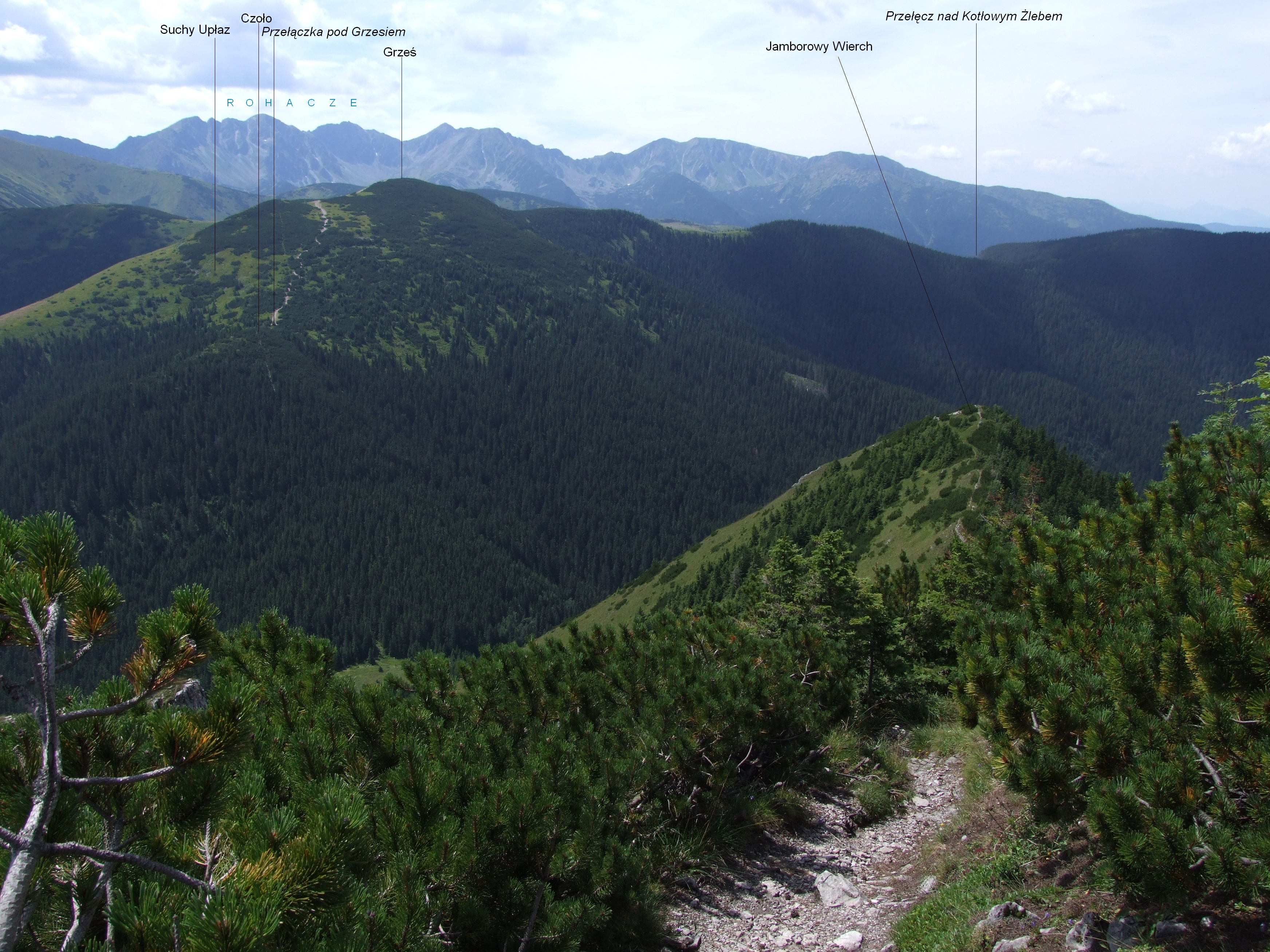
Zarastający lasem i kosodrzewiną Suchy Upłaz

Suchy Upłaz (słow. Suchý úplaz) – trawiasty, częściowo zarastający kosodrzewiną i lasem upłaz na północno-wschodnich stokach Grzesia w polskich Tatrach Zachodnich, pomiędzy jego wierzchołkiem (1653 m) a Przełączką pod Grzesiem (1508 m). Znajduje się na północno-wschodniej grani Grzesia, przez którą przebiega granica polsko-słowacka i Wielki Europejski Dział Wodny. Suchy Upłaz znajduje się po obydwu stronach tej grani i granicy państwowej. Sąsiaduje z upłazem Kruźlik położonym po drugiej, już tylko polskiej stronie grani, na południowo-wschodnim stoku.
Trawiaste tereny nie są typową formacją roślinną dla tej wysokości. Pierwotnie, przed przybyciem w Tatry ludzi, tereny na tej wysokości porastał las i kosodrzewina, trawiaste tereny powstały w wyniku działalności człowieka – juhasi wycinali kosodrzewinę i las zarówno dla celów opałowych (w bacówce stale musiał palić się ogień), jak i dla pozyskania nowych terenów wypasowych. W ten sposób powstała halizna, dawniej należąca do Hali Chochołowskiej. Po zniesieniu wypasu następuje tutaj naturalna sukcesja wtórna, w wyniku której trawiaste tereny znów zarastają typową dla danego piętra roślinnego formacją – lasem lub kosodrzewiną.
Suchym Upłazem prowadzi znakowany szlak turystyczny na Grzesia.

## Szlaki turystyczne
– schronisko PTTK na Polanie Chochołowskiej – Przełączka pod Grzesiem – Grześ. Czas przejścia 1:45 h, ↓ 1:15 h.